# Batalla de la colina de Loudoun
La batalla de la colina de Loudoun se libró en mayo de 1307 entre una fuerza escocesa dirigida por Roberto I Bruce y el inglés comandado por Aymer de Valence. Tuvo lugar debajo de la colina de Loudoun, en Ayrshire, y terminó en una victoria para Bruce. Fue la primera gran victoria militar de Bruce. El campo de batalla está actualmente bajo investigación para ser incluido en el Inventario de Campos de Batalla Históricos en Escocia y protegido por la Historic Scotland bajo la Política de Ambiente Histórico escocés de 2009.

## Un fugitivo real
Bruce y Valence se encontraron por primera vez en combate el año anterior en la batalla de Methven, en las afueras de Perth, donde la falta de preparación de Bruce y sus tácticas militares, algo convencionales, lo llevaron al borde del desastre. Su ejército se desintegró virtualmente bajo el rápido ataque de Valence, y muchos de los principales partidarios de Bruce cayeron cautivos. Lo que quedaba de su fuerza fue atacado por segunda vez poco después por los Macdougalls de Lorn, aliados de los ingleses, en la batalla de Dalrigh. Como una fuerza militar organizada, el ejército de Escocia dejó de existir, y el rey se volvió un fugitivo.
Durante un tiempo se refugió en el castillo de Dunaverty, cerca de Mull of Kintyre, pero con sus enemigos acercándose una vez más, buscó refugio en la isla de Rathlin cerca de la costa de Úlster, según algunos, y las islas Orcadas, según otros.

## Bruce regresa
En febrero de 1307, Bruce cruzó de la isla de Arran en el fiordo de Clyde a su propio condado de Carrick, en Ayrshire, desembarcando cerca del castillo de Turnberry, donde sabía que la gente del lugar sería comprensiva, pero donde todos los baluartes estaban en manos de los ingleses. Un desembarco similar de sus hermanos Thomas y Alexander en Galloway se encontraron con un desastre en las orillas del lago Ryan a manos de Dungal MacDougal, el principal adherente de Balliol en la región. Thomas y el ejército de irlandeses e isleños de Alexander fueron destruidos, y fueron enviados como cautivos a Carlisle, donde más tarde fueron ejecutados por orden de Eduardo I. Bruce se estableció en la región montañosa de Carrick y Galloway.
Bruce había aprendido bien la aguda lección dada en Methven: nunca más se dejaría atrapar por un enemigo más fuerte. Su mejor arma fue su conocimiento íntimo de la campiña escocesa, que utilizó para su ventaja. Además de hacer un buen uso de las defensas naturales del país, se aseguró de que su fuerza fuera lo más móvil posible. Bruce ahora era plenamente consciente de que rara vez podía esperar obtener lo mejor de los ingleses en la batalla abierta. Su ejército era a menudo débil en números y mal equipado. Sería mejor utilizarlo en pequeñas incursiones de golpear y correr, permitiendo el mejor uso de recursos limitados. Mantendría la iniciativa y evitaría que el enemigo ejerciera su fuerza superior. Siempre que fuera posible, los cultivos serían destruidos y el ganado retirado del camino del avance del enemigo, negándole provisiones frescas y forraje para los pesados caballos de guerra. Más importante que todo lo demás, fue que Bruce reconoció la naturaleza estacional de las invasiones inglesas, que se extendieron por todo el país como mareas de verano, y se retiraron antes del inicio del invierno.

## Colina de Loudoun
Bruce tuvo su primer pequeño éxito en Glen Trool, donde emboscó a una fuerza inglesa dirigida por John Mowbray, barriendo desde las empinadas laderas y expulsándolos con grandes pérdidas. Luego pasó a través de los páramos de Dalmellington a Muirkirk, apareciendo en el norte de Ayrshire a principios de mayo, donde su ejército se fortaleció con nuevos reclutas. Aquí pronto se encontró con Aymer de Valence, al mando de la principal fuerza inglesa en el área. Al prepararse para combatir con él, tomó una posición el 10 de mayo en una llanura al sur de la colina de Loudoun, a unos 500 metros de ancho y acorralado a ambos lados por profundos embalses.
Bruce exploró el suelo e hizo los preparativos necesarios. John Barbour describe sus acciones en su crónica:

The king upon the other side,

Whose prudence was his valour's guide,

Rode out to see and chose his ground.

The highway took its course, he found,

Upon a medow, smooth and dry.

But close on either side therby

A bog extended, deep and broad,

That from the highway, where men rode,

Was full a bowshot either side.
El rey al otro lado,

Cuya prudencia fue su guía de valor,

Salió a ver y eligió su terreno.

La carretera tomó su curso, el encontró,

Al medio, suave y seco.

Pero cerca de ambos lados

Una ciénaga extendida, profunda y ancha,

Que desde la carretera, donde cabalgaban los hombres,

Estaba a un tiro de arco a cada lado.

El único avance de Valence fue sobre la carretera a través del pantano, donde las zanjas paralelas que los hombres de Bruce excavaron desde el pantano restringieron aún más su espacio para el despliegue, neutralizando efectivamente su ventaja en números. Valence se vio obligado a atacar a lo largo de un frente estrechamente restringido hacia arriba, hacia las lanzas enemigas que esperaban. Fue una batalla que recuerda en algunos aspectos a la batalla del Puente de Stirling, con el mismo efecto de "filtrado" en el trabajo.

The king's men met them at the dyke

So stoutly that the most warlike

And strongest of them fell to the ground.

Then could be heard a dreadful sound

As spears on armour rudely shattered,

And cries and groans the wounded uttered.

For those that first engaged in fight

Battled and fought with all their might.

Their shouts and cries rose loud and clear;

A grievous noise it was to hear.
Los hombres del rey los encontraron en el dique

Tan fuerte como los más guerreros

Y los más fuertes de ellos cayeron al suelo.

Entonces se escuchó un sonido espantoso

Como lanzas en la armadura destrozada bruscamente,

Y llantos y quejidos el herido profiere.

Para aquellos que primero se comprometieron en la lucha

Luchó y luchó con todas sus fuerzas.

Sus gritos y sus gritos se elevaron fuerte y claro;

Un ruido grave para escuchar.

Mientras los lanceros de Bruce presionaban cuesta abajo contra los desorganizados caballeros ingleses, lucharon con tanto vigor que las filas de atrás comenzaron a huir en pánico. Cien o más hombres murieron en la batalla. Aymer de Valence logró escapar de la carnicería y huyó a la seguridad del castillo de Bothwell.

## Consecuencias
Tres días después de la batalla de la colina de Loudoun, Bruce pudo así derrotar a otra fuerza inglesa bajo el mando del Conde de Gloucester. Mientras tanto Valence dimitió por su humillante derrota y el propio Eduardo I finalmente reconoció que Bruce era una seria amenaza. Por ello reunió un nuevo ejército para hacerle frente personalmente y comenzó la marcha hacia el norte. Sin embargo su salud empeoró rápidamente, y en Burgh-by-Sands, cerca de Carlisle, el 7 de julio de 1307, Eduardo I finalmente murió. Sin su liderazgo, la invasión se desvaneció. Su hijo Eduardo II intentó continuar, pero tenía demasiadas tareas en casa de las que ocuparse, incluida su propia coronación, como para hacer un intento serio.
De esa manera tuvo que esperar siete años para poder enviar una fuerza importante al norte contra Bruce. Mientras tanto, Robert the Bruce aprovechó la reducción de la actividad inglesa para consolidar su posición en Escocia y ponerla bajo su control acabando también con sus enemigos internos, principalmente la familia Comyn.